# نيل هنت
نيل هنت (بالإنجليزية: Neal Hunt)‏ هو سياسي أمريكي، ولد في 17 سبتمبر 1942 في توماسفيل في الولايات المتحدة. حزبياً، نشط في الحزب الجمهوري. وقد انتخب عضو مجلس ولاية كارولاينا الشمالية.